# Fatshark
Fatshark — шведская частная компания, разработчик компьютерных игр. Офис компании базируется в Стокгольме. Команда Fatshark состоит из 50 разработчиков. Портфолио компании включает игры для ПК, мобильных устройств и консолей. Fatshark получила известность благодаря созданию игр для PlayStation 3 и Xbox 360, разработке Bionic Commando Rearmed 2 и ПК версии игры Lead and Gold: Gangs of the Wild West.

## История компании
Компания Fatshark образовалась из организации Northplay, работавшей в качестве субподрядчика на различные шведские компании в период с 2003 по 2008 годы.
В январе 2019 года китайский мультимедиа-конгломерат Tencent приобрёл 36 % акций Fatshark за 56,3 млн долл.
В январе 2021 года Tencent приобрела контрольный пакет акций Fatshark.

## Игры
| Игра                                  | Год выхода       | Платформы                        |
| ------------------------------------- | ---------------- | -------------------------------- |
| Lead and Gold: Gangs of the Wild West | 09 апреля 2010   | Windows, PlayStation 3           |
| Bionic Commando Rearmed 2             | 01 февраля 2011  | PlayStation 3, Xbox 360          |
| Hamilton's Great Adventure            | 31 мая 2011      | Windows, PlayStation 3, Android  |
| Krater                                | 12 июня 2012     | Windows, Mac OS                  |
| War of the Roses                      | 02 октября 2012  | Windows                          |
| War of the Vikings                    | 15 апреля 2014   | Windows                          |
| Escape Dead Island                    | 18 ноября 2014   | Windows, PlayStation 3, Xbox 360 |
| Bloodsports TV                        | 30 марта 2015    | Windows                          |
| Warhammer: End Times — Vermintide     | 23 октября 2015  | Windows, PlayStation 4, Xbox One |
| Warhammer: Vermintide 2               | 8 марта 2018     | Windows, PlayStation 4, Xbox One |
| Warhammer 40,000: Darktide            | 13 сентября 2022 | Windows, Xbox Series X           |